# Laméac
Laméac település Franciaországban, Hautes-Pyrénées megyében. Lakosainak száma 150 fő (2022. január 1.). Laméac Saint-Sever-de-Rustan, Bouilh-Devant, Chelle-Debat, Jacque, Peyrun és Trouley-Labarthe községekkel határos.

## Népesség
A település népességének változása:
| Lakosok száma | 144  | 152  | 155  | 147  | 145  | 143  | 144  | 143  | 150  |
|               | 2013 | 2015 | 2016 | 2017 | 2018 | 2019 | 2020 | 2021 | 2022 |